# Parafia św. Michała Archanioła w Czarni
Parafia pw. Świętego Michała Archanioła w Czarni – parafia rzymskokatolicka należąca do dekanatu Kadzidło, diecezji łomżyńskiej, metropolii białostockiej.

## Historia
W 1921 społeczności wsi Czarnia i Brzozowa, powołując się na zbyt dużą odległość od kościoła w Lipnikach, zbudowała własną świątynię i plebanię. Z braku zrozumienia ich potrzeb przez administrację kościelną i cywilną mieszkańcy tych wsi zgodzili się, by raz na dwa tygodnie do Czarni przyjeżdżał ksiądz z Lipnik. Ta sytuacja trwała do 1964. Następnie kościołem w Czarni administrował proboszcz parafii Kuzie. Ks. Stanisław Jakacki założył osobne księgi: chrztów (od 1952), pogrzebów (1953) i ślubów (od 1959).
Po II wojnie światowej wznowiono starania o stworzenie parafii w Czarnej. Biskup łomżyński Czesław Falkowski zapowiedział delegatom parafii, że jeśli będą mieć kapłana ze swojej wsi, to możliwe jest powołanie osobnej parafii. W 1963 święcenia kapłańskie przyjął ks. Józef Wyzner pochodzący z Czarni.
Z dniem 23 grudnia 1964 w Czarni powstał samodzielny ośrodek duszpasterski pw. św. Michała Archanioła. W Czarni na stałe zamieszkał kapłan, ks. Piotr Łada, który zorganizował życie parafialne. Z kolei ks. Sławomir Idźkowski uporządkował i założył księgi wieczyste parafii.
Parafia w Czarni została erygowana 1 stycznia 1982.
W parafii kilkakrotnie (1971, 1984, 1989) organizowano misje. W 2013 do parafii sprowadzono relikwie św. Faustyny Kowalskiej.
W latach 1964–1970 parafia liczyła ok. 700–800 osób. W 2014 parafię zamieszkiwało ok. 400 osób.
Opusty w parafii obchodzone są 29 września, w uroczystość św. Michała Archanioła, oraz 13 czerwca we wspomnienie św. Antoniego Padewskiego.

## Majątek parafii

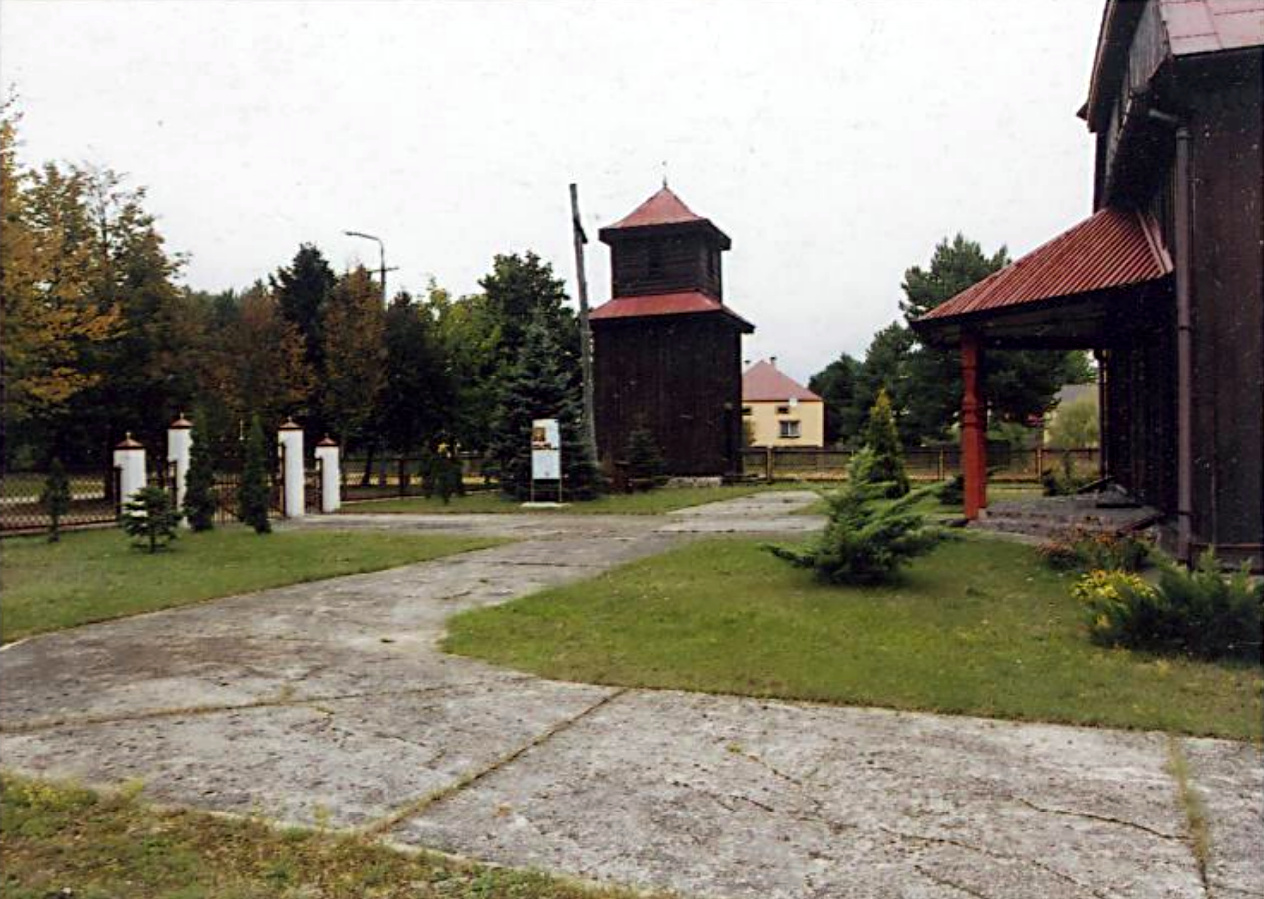
Fragment cmentarza kościelnego w 2013

### Cmentarz kościelny
Na cmentarzu kościelnym, położonym w północno-wschodniej części wsi Czarnia, przy drodze przez wieś, znajdują się: kościół i dzwonnica. Na wschód od cmentarza usytuowano plebanię i podwórze, a w południowo-zachodnim narożniku ogrodzenia dzwonnicę. W pozostałych trzech kierunkach rozciągają się lasy i pola uprawne. Kościół jest zwrócony fasadą na południe. Ks. Stanisław Jakacki z Kuziów, zajmujący się kościołem w Czarni od 1958, ogrodził cmentarz przykościelny siatką. Na osi fasady kościoła zlokalizowano bramę główną. W zachodnim i wschodnim boku ogrodzenia wyznaczono boczne bramki. Piaszczyste otoczenie kościoła pokryto warstwą grubej trawiastej darniny. Ksiądz zorganizował prace związane z wykonaniem betonowego chodnika wokół kościoła. Przy ogrodzeniu od wschodu i północy rosną lipy.
Na cmentarzu kościelnym stoi figura św. Antoniego wykonana przez rzeźbiarza Stanisława Bacławskiego w 2012. Jest też pomnik Jana Pawła II oraz grota z figurą Matki Bożej wzorowana na grocie z Lourdes. Pomnik i grota, podobnie jak odnowiony krzyż misyjny, w 2014 zostały poświęcone przez biskupa łomżyńskiego Janusza Stepnowskiego. 

### Kościół
Powstał w 1921 kosztem mieszkańców Czarni i Brzozowej. Projekt wykonał Rudolf Macura.

### Dzwonnica
Budynek wystawiono ok. 1925 na cmentarzu przykościelnym. Dzwonnica jest zwrócona frontem w kierunku północnym, drewniana, konstrukcji słupowo-ramowej. Dzwonnica jest dwukondygnacyjna. Kondygnacja górna jest węższa i niższa. Pokrywa ją namiotowy dach z ocynkowanej blachy. Między kondygnacjami zamontowano daszki okapowe. Dzwonnica jest zewnątrz oszalowana: w kondygnacji dolnej pionowo, w górnej poziomo. Stoi na kamiennej i otynkowanej podmurówce, na planie kwadratu. Ramy ścian wystawiono z nożycami krzyżakami. Podwaliny osłonięto deskami. Belki stropowe połączono z oczepami, skrzyżowane w układzie poprzecznym i podłużnym, poza licem zrębu wysuwając ostatki. Na ostatkach belek widoczne płetwie. Końcówki krokwi dachowych w dolnej kondygnacji tworzą dach okapowy. Więźba dachowa jest drewniana, krokwiowa z mnichem. Dzwony wiszą na drewnianymi belkowym stelażu wspartym na belkach w górnej kondygnacji. Dźwięk wydobywa się przez prześwity skrzynkowe z deskową przesłoną. Posadzki oraz schody zewnętrzne są betonowe. Drzwi główne są jednoskrzydłowe i filongowe.
Dzwonnica ma ok. 144 m³ kubatury, a powierzchnia użytkowa wynosi 16 m².
Dzwonnicę remontowano w latach 80. XX wieku.

### Cmentarz
Cmentarz zlokalizowano na niewielkim wzniesieniu ok. 500 m od świątyni. Na przełomie lat 50. i 60. XX wieku ks. Stanisław Jakacki ogrodził cmentarz siatką. W 1983 nekropolia miała 0,51 ha powierzchni. W dokumentacji zabytku podano, że najstarszy zachowany wówczas nagrobek pochodził z 1925. Na cmentarzu są jednak starsze nagrobki, jak np. mogiła Henryka Brzeziaka z Szafrank, który zmarł 24 listopada 1911.
Cmentarz wpisany do rejestru zabytków (A-543 z 18 stycznia 1986).

### Plebania
Została zbudowana przez ks. Jerzego Steca w 1976. Jest murowana.

## Duchowieństwo

### Rektorzy samodzielnego ośrodka duszpasterskiego
- ks. Piotr Łada (1964–1970)
- ks. Jerzy Stec (1970–1981)
- ks. Władysław Archacki (1981–1982)

### Proboszczowie
- ks. Władysław Archacki (1982–1988)
- ks. Janusz Filipkowski (1988–1991)
- ks. Stanisław Rowiński (1991–1994)
- ks. Jan Figoń (1994–1997)
- ks. Marek Truszczyński (1997–1999)
- ks. Krzysztof Malinowski (1999–2007)
- ks. Andrzej Osowski (2007–2010)
- ks. Karol Żochowski (2010–2013)[1]
- ks. Sławomir Idźkowski (2013–2014 administrator, 2014–2018 proboszcz)[7]
- ks. Artur Michalak (2018–2019)[7]
- ks. Artur Ryszewski (2019–? administrator)[8]
- ks. Jan Wróbel[2]

### Księża pochodzący z parafii
- ks. Józef Wyzner[9]
- ks. Tadeusz Pawłowski[1].

## Zasięg parafii
Do parafii należą wierni z miejscowości: Czarnia, Baba (część) i Brzozowa.